# Peugeot Typ 50
Der Peugeot Typ 50 ist ein frühes Automodell des französischen Automobilherstellers Peugeot, von dem 1903 im Werk Audincourt 138 Exemplare produziert wurden.
Die Fahrzeuge besaßen einen Zweizylinder-Viertaktmotor, der vorne angeordnet war und über Kette die Hinterräder antrieb. Der Motor leistete aus 1.731 cm³ Hubraum 10 PS.
Der Radstand betrug 190 cm. Die Karosserieform Tonneau bot Platz für vier Personen.